# روگوشته

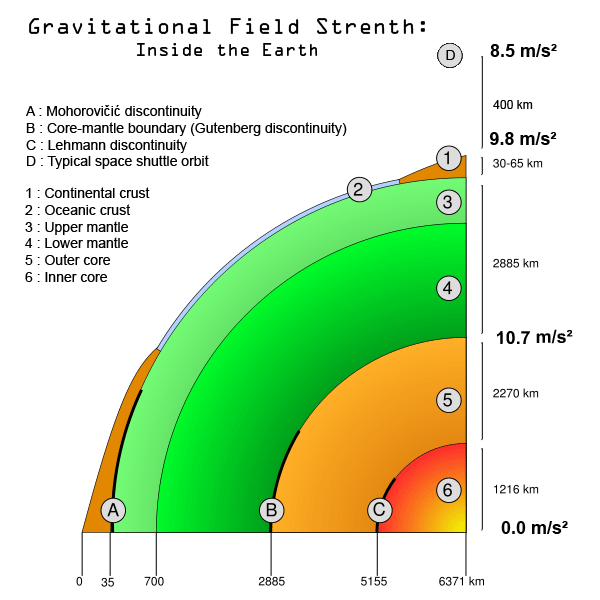
۱ = پوسته قاره‌ای، ۲= پوسته اقیانوسی، ۳= روگوشته، ۴= زیرگوشته، ۵+۶= هسته، A= مرز پوسته-گوشته (ناپیوستگی موهوروویچیچ)

روگوشته یا گوشته بالایی که گوشته بیرونی نیز نامیده می‌شود، یک لایه سنگی بسیار ضخیم در داخل سیاره زمین است که درست از زیر پوسته (در حدود ۱۰ کیلومتر (۶٫۲ مایل) زیر اقیانوس‌ها و حدود ۳۵ کیلومتر (۲۲ مایل) زیر قاره‌ها) شروع شده و در بالای گوشته زیرین در ژرفای حدود ۶۷۰ کیلومتر (۴۲۰ مایل) پایان می‌یابد. محدوده دما از حدود ۵۰۰ کلوین (۲۲۷ درجه سلسیوس؛ ۴۴۰ درجه فارنهایت) در مرز بالایی با پوسته تا حدود ۱٬۲۰۰ کلوین (۹۳۰ درجه سلسیوس؛ ۱٬۷۰۰ درجه فارنهایت) در مرز با گوشته پایینی متغیر است. مواد گوشته بالایی که روی سطح آمده‌اند، بسته به ژرفا حدود ۵۵٪ الیوین، ۳۵٪ پیروکسن و ۵ تا ۱۰ درصد کانی‌های کلسیم اکسید و آلومینیوم اکسید مانند پلاژیوکلازها، لعل یا نارسنگ دارند.

## ساختار لرزه‌ای

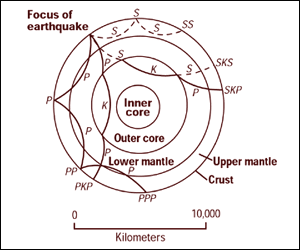
روگوشته

چگالی لایه‌های زمین توسط سرعت امواج لرزه‌ای تعیین می‌شود. چگالی به تدریج در هر لایه افزایش می‌یابد که عمدتاً به دلیل فشرده‌شدن سنگ با افزایش عمق است. تغییرات ناگهانی چگالی در جایی رخ می‌دهد که ترکیب مواد تغییر کند.
روگوشته درست از زیر پوسته شروع شده و به بالای زیرگوشته ختم می‌شود. روگوشته باعث حرکت صفحه‌های زمین‌ساختی می‌شود.
پوسته و گوشته با ترکیب متمایز می‌شوند، در حالی که سنگ‌کره و سست‌کره با تغییر در خواص مکانیکی تعریف می‌شوند.
بخش بالای گوشته با افزایش ناگهانی سرعت امواج لرزه ای مشخص می‌شود که اولین بار در سال ۱۹۰۹ توسط آندریا موهوروویچیچ مورد توجه قرار گرفت. امروزه این مرز را به نام ناپیوستگی موهوروویچیچ یا به اختصار «موهو» می‌شناسند.
ناپیوستگی موهو پایه پوسته زمین است و از ۱۰ کیلومتر (۶٫۲ مایل) تا ۷۰ کیلومتر (۴۳ مایل) زیر سطح زمین متغیر است. پوسته اقیانوسی نازک‌تر از پوسته قاره‌ای بوده و ضخامت آن عموماً کمتر از ۱۰ کیلومتر (۶٫۲ مایل) است. ضخامت پوسته قاره ای حدود ۳۵ کیلومتر (۲۲ مایل) است، اما ریشه پوسته بزرگ در زیر فلات تبت تقریباً ۷۰ کیلومتر (۴۳ مایل) ضخامت دارد.
ضخامت روگوشته حدود ۶۴۰ کیلومتر (۴۰۰ مایل) است. کل گوشته حدود ۲٬۹۰۰ کیلومتر (۱٬۸۰۰ مایل) ضخامت دارد، یعنی روگوشته تنها حدود ۲۰ درصد ضخامت کل گوشته است.
مرز بین روگوشته و زیرگوشته یک ناپیوستگی به ضخامت ۶۷۰ کیلومتر (۴۲۰ مایل) است. زمین‌لرزه در اعماق کم ناشی از گسلش امتدادلغز است؛ با این حال، در اعماق زیر حدود ۵۰ کیلومتر (۳۱ مایل)، شرایط گرم و پرفشار از لرزه‌خیزی بیشتر جلوگیری می‌کند. گوشته گران‌رو است و قادر به گسلش نیست. با این حال در مناطق فرورانش، زمین لرزه‌ها تا عمق ۶۷۰ کیلومتر (۴۲۰ مایل) مشاهده می‌شوند.